# ホンダ・ジョルノ
ジョルノ (GIORNO) は、本田技研工業が製造販売するオートバイである。

## 概要
排気量49cc（原動機付自転車）のスクーターで、車名はイタリア語で挨拶を意味するBuon Giorno（ボン ジョルノ）に由来する。
開発コンセプトは『より個性化の進むライフスタイルに合わせシンプルでエレガントなスタイルを持つお洒落で高品位なメットインスクーター』で、ベスパを彷彿とさせるイタリアンテイストな全体的に丸みのあるボディラインを持つレトロ調デザインは女性に人気となり、1997年にはヤマハ発動機からはビーノ、1998年にはスズキからはヴェルデといった同様のコンセプトを持つライバルモデルも発売され、レトロスクーターというジャンルを確立させたモデルである。

## モデル一覧
※本項では排気量49ccクラス（原動機付自転車）のジョルノならびに排気量124ccクラスのジョルノ+ (プラス)それぞれについて解説を行う。

### A-AF24型
初代モデル。1991年に開催された第29回東京モーターショーへ参考出品後、1992年3月6日発表、同月17日発売。
型式名A-AF24は5台目タクトと共通で、アンダーボーンフレームや内径x行程=39.0×41.4（mm）5ポートシリンダーのAF24E型空冷2ストローク単気筒エンジンを共用する姉妹車である。
上述したレトロデザイン以外の特徴として当時としては大容量となる20Lのメットインスペースをシート下に、フロントにはコンビニフックを装備するなど、積載性にも配慮した点が挙げられる。またリヤボックスを装着可能なリヤキャリアがオプション設定された。
発売以降、ほぼ毎年新色や豪華装備仕様追加等のマイナーチェンジを繰り返していたためカラーリングやバリエーションが多い（詳細は後述）。
1997年に本田技研工業はオートバイエンジン4ストローク化方針を発表しており、1999年に後継車として4ストロークエンジンを搭載するジョルノクレア・ジョルカブを発売。しばらく併売された後に本モデルは生産終了となった。

#### 遍歴
1992年3月6日発表 同月17日発売
日本国内販売計画15,000台/年 消費税抜希望小売価格189,000円
- 車体色は以下の2種類を設定
  - ズッキーニグリーンxパスタグリーン
  - ポモドーロレッドxモツァレラベージュ

1993年1月下旬発売
以下の車体色を追加
- ピュアブラックxアルバトロスグレー

1993年12月10日発売
以下の車体色を追加
- ムーンストーンシルバーメタリックxモツァレラベージュ
- キャンディグレースフルパープルxモツァレラベージュ

1995年1月24日発表 同年2月10日発売
パールホワイトのスペシャルカラーモデルを追加
- 日本国内販売計画4,000台/年 消費税抜希望小売価格189,000円[注 4]

1995年12月19日発表
同月22日発売でジョルノに新車体色を追加
1996年1月8日発売で以下の特別装備を持つジョルノ デラックスを追加
- フロントフェンダー・レッグシールドなどの車体各部にモールを装着
- 専用ツートーンシート￥メッキタイプマフラープロテクター・専用立体エンブレム・専用スペシャルキーの採用
- 車体色をマイルドグレーメタリックへワントーン化

1996年1月22日発売でデラックスに以下の変更を施したジョルノ スペシャルを追加
- 車体色をブラック基調にレッドを使用

日本国内販売計画37,000台/年（シリーズ合計） 消費税抜希望小売価格 標準車189,000円 デラックス・スペシャル199,000円
1996年11月20日発表 同月21日発売
日本国内販売計画40,000台/年（シリーズ合計）に変更し以下の車体色を追加
- ジョルノ：チョコラータブラウン
- ジョルノデラックス：パールビーンベージュ

1997年12月15日発表 同月24日発売
日本国内販売計画23,000台/年（シリーズ合計）に変更し以下の車体色変更を実施
- 新規
  - ジョルノ：ハイドレンジアブルーメタリック
  - ジョルノデラックス：ジュリオレッドメタリック
- 廃止
  - ジョルノ：チョコラータブラウン
  - ジョルノデラックス：パールビーンベージュ

1999年1月27日発表 同月29日発売
以下の仕様変更を実施したジョルノデラックス スプリング コレクションを3,500台限定・199,000円で追加
- 車体色：ピュアブラック
- 座面：黒/側面：グレーのシートを装着

### JBH-AF70型
ほぼ12年振りに車名が復活した2代目モデルで中華人民共和国天津市に本社を持つ現地法人の新大洲本田摩托有限公司（Sundiro Honda Motorcycle Co.,Ltd.）が生産し、本田技研工業が輸入事業者となり販売を行う。
本モデルは同所で製造されるJBH-AF67型トゥデイをベースにしており、AF70E型空冷4ストロークSOHCエンジンやPGM-FI電子式燃料噴射装置をはじめ一部コンポーネンツを共用する。

#### 遍歴
2011年1月27日発表 同月28日発売
日本国内販売計画15,000台/年 消費税抜希望小売価格152,000円
- 以下の車体色を設定
  - アズキブラウンメタリック
  - パールキャンサーホワイト
  - キャンディーコスモスピンク
  - デジタルシルバーメタリック
  - パールクエンチイエロー
  - パールプロキオンブラック
  - パールコットンアイボリー

2012年1月17日発表 同月27日発売
ジョルノ・スポルトをバリエーション追加すると共に以下の車体色へ変更
- ジョルノ
  - アズキブラウンメタリック
  - パールプロキオンブラック
  - パールコットンアイボリー
  - デジタルシルバーメタリック
- ジョルノ・スポルト
  - パールキャンサーホワイト
  - パールプロキオンブラック

日本国内販売計画22,000台/年（シリーズ合計） 消費税抜希望小売価格 ジョルノ：152,000円 ジョルノ・スポルト：154.000円
2013年1月18日発表 同月25日発売
発表日から同年2月7日まで1,500台限定受注で以下の専用塗装を施したジョルノ・スペシャルエディションを消費税抜希望小売価格154.000円で追加
- マットアクシスグレーメタリック
- パールキャンサーホワイト

2014年1月14日発表 同月24日発売
ジョルノの車体色を変更するとともにツートーンカラーのジョルノ・デラックスを追加
- ジョルノ車体色
  - パールプロキオンブラック
  - オリオンイエロー
- ジョルノ・デラックス車体色
  - スピカピンクメタリックxパールコットンアイボリー
  - パールジェミニブルーxパールコットンアイボリー
  - アズキブラウンメタリックxパールコットンアイボリー
  - パールキャンサーホワイトxシグマシルバーメタリック

日本国内販売計画17,000台/年（シリーズ合計） 消費税抜希望小売価格 ジョルノ：164,000円 ジョルノ・デラックス：169.000円
2014年11月13日発表 同月20日発売
日本国内販売計画18,000台/年（シリーズ合計）ならびに車体色を以下へ変更
- ジョルノ車体色
  - パールプロキオンブラック
  - キャンディコスモスピンク
  - アズキブラウンメタリック
  - パールコットンアイボリー
- ジョルノ・デラックス車体色
  - スピカピンクメタリックxパールコットンアイボリー
  - パールジェミニブルーxパールコットンアイボリー

### JBH-AF77型/2BH-AF77型
熊本県菊池郡大津町平川の熊本製作所への製造移管と同時にフルモデルチェンジを実施した3代目モデル。外装や装備品のほかにダンクと共用するAF74E型水冷4ストロークSOHC単気筒エンジンへ変更した。
- 同エンジンは徹底的な低フリクション化を実施し、さらに省燃費性能を向上させたeSP[注 7]を採用。内径x行程=39.5×40.2（mm）・圧縮比12.0・最高出力4.5ps〔3.3kw〕/8,000rpm・最大トルク0.42kgf・m〔4.1N・m〕/7,500rpm・30km/h定地走行テスト値80.0km/L・WMTCモード値56.4（クラス1）のスペックを発揮する[16]。

#### 遍歴
2015年10月2日発表 同月16日発売
日本国内販売計画18,000台/年 消費税抜希望小売価格175,000円
- 以下の車体色を設定
  - パールマーメイドブルー
  - パールアンブラウン
  - アーベインデニムブルーメタリック
  - パールジャスミンホワイト
  - マグナレッド
  - ポセイドンブラックメタリック

2016年3月10日発表 同年4月15日発売
日本国内販売計画16,000台/年へ修整するとともに熊本県とのコラボレーションで同県のPRマスコットキャラクーくまモンをあしらったジョルノ・くまモンバージョンを消費税抜希望小売価格183,000円で追加
2017年11月13日発表 同月14日発売
2016年7月1日に施行された欧州Euro4とWMTCを参考とした規制値および区分の平成28年自動車排出ガス規制に適応させたマイナーチェンジで車体色変更を併せて実施
- 型式名を型式をJBH-AF77→2BH-AF77へ変更
- 車体色を以下へ変更
  - プコブルー
  - パールソフトベージュ
  - ポセイドンブラックメタリック
  - パールジャスミンホワイト
  - パールアンブラウン
  - アーベインデニムブルーメタリック
  - グラファイトブラック（くまモンバージョン専用）

日本国内販売計画11,500台/年 消費税抜希望小売価格 標準車180,000円 くまモンバージョン188,000円

### ジョルノ+ (プラス)
2023年8月29日、タイ向けのジョルノ125ccが、新設計エンジン「eSP+（イーエスピープラス）」を搭載したジョルノ+ (プラス) という名称のもと、タイホンダ・カンパニー・リミテッド（Thai Honda Co., Ltd.）によって製造販売されると発表された。
2024年10月30日にカラーリングを変更することが発表された。
2025年1月25日にフィリピンで発売を発表された。

## ヤマハ発動機向けOEM車

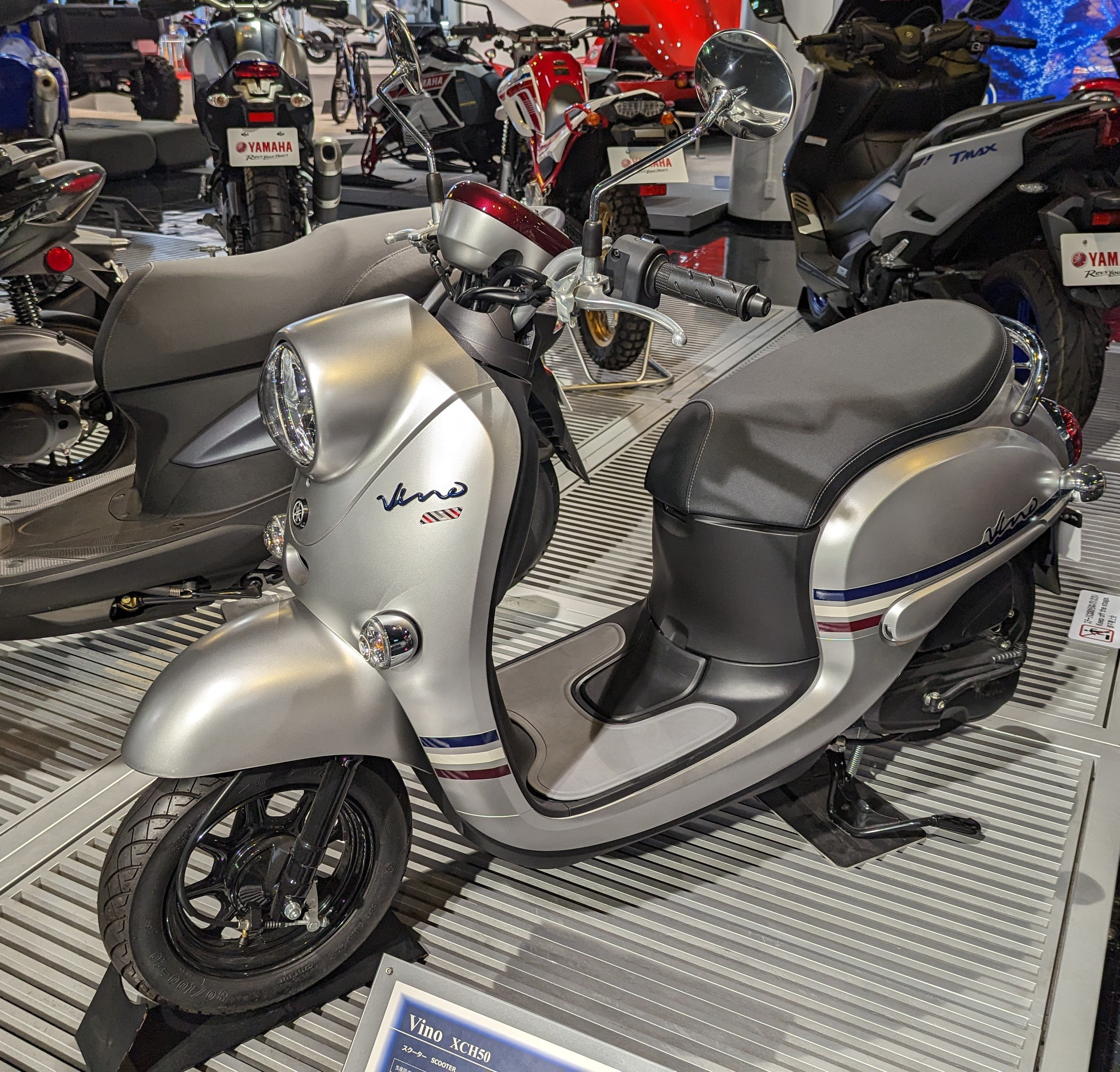
2BH-AY02型ビーノ。フロントデザインが変更されているが、リアはジョルノと共有している。

2016年10月に発表された本田技研工業とヤマハ発動機の原付一種領域における業務提携により、2BH-AF77型のヤマハ発動機向けOEM車として熊本製作所が製造する型式名2BH-AY02・車名ビーノを2018年5月25日に発売することが同年3月15日に発表された。